# Datumparkering
Datumparkering innebär att parkering är förbjuden på gatusida med jämna husnummer under jämnt datum. Motsvarande gäller udda nummer under udda datum. Regeln tillämpas i ett antal länder, bland annat i Sverige och annonseras med skyltning enligt nedan.
Som exempel, i dag fredag den 14 mars 2025, är det jämnt datum och alltså, där datumparkering gäller, förbjudet att parkera på den sida av vägen som har jämna adressnummer.

Normalt gäller datumparkering på natten och förmiddagen, från midnatt. Parkerar man bilen på eftermiddagen eller kvällen får man tänka på vilket datum som är efter midnatt.
Datumparkeringsregeln finns för att möjliggöra snöröjning samt sand- och lövsopning. Regeln används mest i lite mindre städer. I storstäderna behövs alla platser för de boende, så man skyltar med P-förbud en särskild tid en viss veckodag på dagtid, olika för olika områden.

## Skyltning
Enligt FN:s Konvention om vägmärken och signaler finns märken för det, som ser ut som P-förbud med romersk 1:a "I", eller 2:a "II", inuti. De är tänkta att stå på respektive gatusida. Dessa infördes i Sverige 1 juni 2007. Vanligen används i Sverige numera ett zonmärke med P-förbud med både I och II inuti, som anger att det är datumzon. Tidigare användes zonskylt med texten "Datumzon" istället.

## Utanför Sverige
Datumparkering finns även i andra länder. Reglerna varierar lite. I till exempel Danmark gäller att parkering bara är tillåten på gatusida med jämna husnummer under jämnt datum, alltså motsatt mot Sverige.